# 易輗
易輗（14世紀—15世紀），字以載、又字仲載，江西瑞州府高安縣城南上坊人，明朝政治人物。

## 生平
易輗是永樂十五年（1417年）舉人，十六年（1418年）聯捷進士，因進言忤逆權貴被貶為武定州同知，正統七年（1442年）改任杭州通判，為政廉幹勤敏、處事公平，當時仁和有賊人剽掠，他用計策入營擒拿首領，又在當地鋤強革弊，人們用歌謠稱頌：「易打鬼，清如水。」正統十一年（1446年）陞高州知府。

## 引用
1. 1 2  同治《高安縣志·卷十四·人物志》：易輗，字仲載，上坊人，永樂進士，以言忤貴謫武定州同知，尋改判杭州，時仁和大賊剽掠，輗用計入其營擒巨魁，賊遂平，陞高州知府。 照舊考、通志補入
2. ↑  同治《高安縣志·卷十·選舉志》：進士 明……永樂十六年戊戌科李騏榜 易輗 字以載，城南上坊人，高州知府……舉人 明……永樂十五年丁酉科……易輗 朝天坊人，見進士
3. ↑  民國《杭州府志·卷一百二十·名宦五》：易輗，高安人，永樂十六年進士，官杭州府通判，廉幹勤敏、政理公平，倅郡數年鋤強革弊，民為謠曰：「易打鬼，清如水。」後以考最擢高州府知府。 萬厯志，《浙江通志》
4. ↑  《明英宗睿皇帝實錄·卷一百四十六》：（正統十一年十月）甲子陞……郎中賈信，員外郎胡琛，寺丞徐珙，都督府經歷劉本、王曼，都察院經歷熊尚初，知州李信圭、刁正，通判易輗俱為知府，從吏部會官薦舉也。